# Portel-des-Corbières
Portel-des-Corbières è un comune francese di 1 191 abitanti situato nel dipartimento dell'Aude nella regione dell'Occitania.

## Società

### Evoluzione demografica
Abitanti censiti